# Janis Rozentāls

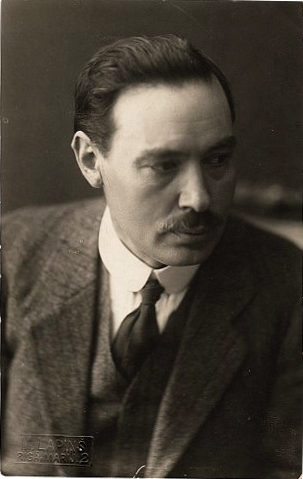
Janis Rozentāls

Janis Rozentāls (* 18. März 1866 in der Gemeinde Saldus, Gouvernement Kurland; † 8. Januar 1917 in Helsinki, Finnland) war ein lettischer Maler.

## Leben

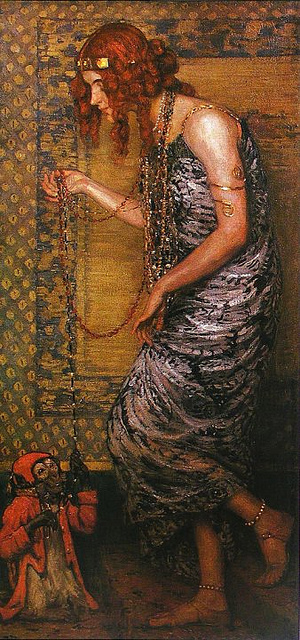
Prinzessin mit Affe (1913)

Janis Rozentāls’ Vater war Schmied. Mit 14 Jahren musste der jungen Rozentāls seine Schulausbildung in Saldus und Kuldīga wegen mangelnder Geldmittel beenden. Nach verschiedenen Arbeitsstellen in Riga bekam er eine Lehrstelle bei dem Maler Jūliuss Celēvičs. Danach besuchte Rozentāls von 1885 bis 1888 die Rigaer deutsche Handwerksschule. Bei einer Ausstellung der Schule in St. Petersburg gewann er 1888 eine Silbermedaille.
Bis 1894 studierte Rozentāls dann an der St. Petersburger Kunstakademie. Für seine Diplomarbeit wählte er ein nationales Thema: die heimische Kirche in Saldus. Er lebte noch einige Jahre in St. Petersburg und bereiste von dort aus Deutschland, Frankreich und Österreich.
Im Jahr 1900 kehrte Rozentāls nach Lettland zurück. Hier lernte er die finnische Sängerin Elli Forsell kennen, die er 1903 in Helsinki heiratete. In den Jahren vor 1914 lehrte Rozentāls dann an verschiedenen Kunstschulen und war künstlerischer Redakteur der Zeitschriften „Vērotājs“ und „Druva“. Als sich im Ersten Weltkrieg die Frontlinie Riga näherte, zog Rozentāls mit seiner Familie nach Helsinki um. Hier erkrankte er 1916 schwer und starb am 26. Dezember. 1920 wurde sein Leichnam auf den Rigaer Brüderfriedhof umgebettet.

## Werk

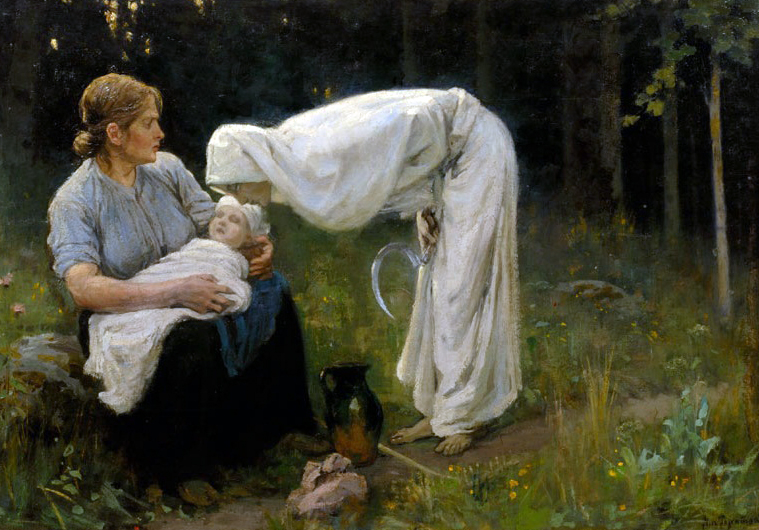
Der Tod (1897)

Rozentāls gehörte zu den ersten Malern, die am Ende des 19. Jahrhunderts präzise und direkt das Leben des lettischen Volks thematisierten. Die Darstellung der ländlichen Bevölkerung korrespondierte dabei mit den literarischen Arbeiten des befreundeten Schriftstellers Rūdolfs Blaumanis. Einen wichtigen Teil des Werks von Rozentāls nehmen Porträts ein. Er bearbeitete aber auch häusliche, symbolische, mythologische, folkloristische und andere Themen. Sein individueller Stil ist charakteristisch für die Abkehr von der akademischen Malerei in dieser Zeit. Einflüsse von Impressionismus, Symbolismus, Jugendstil und Postimpressionismus sind erkennbar.

## Gemälde (Auswahl)

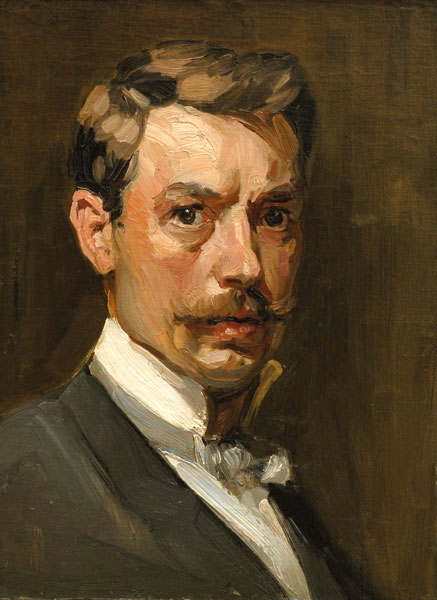
Selbstporträt (1900)
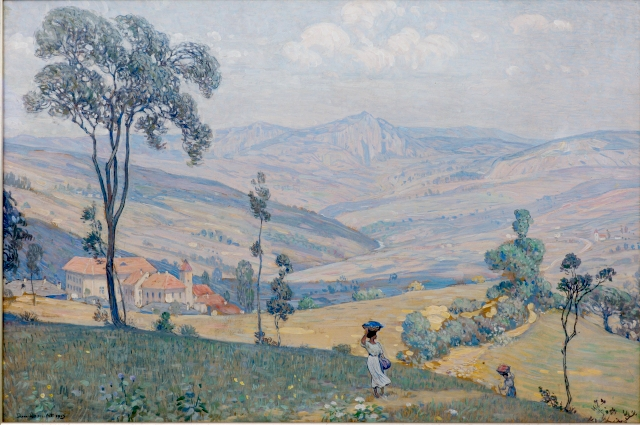
Italienische Landschaft
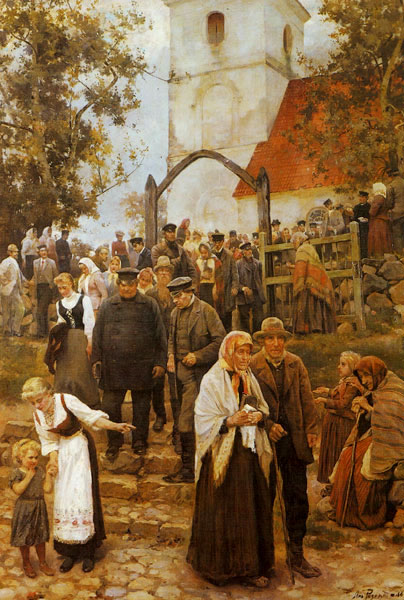
Nach der Messe (1894)
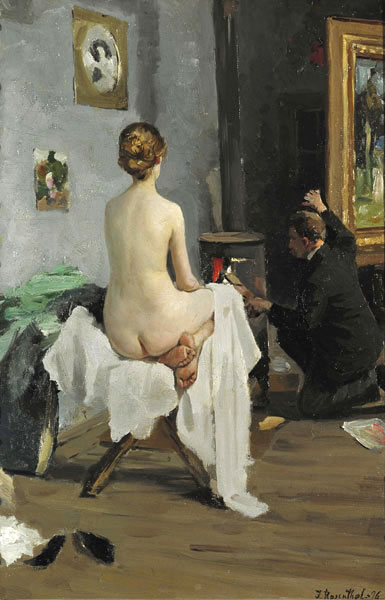
Im Atelier des Malers (1896)
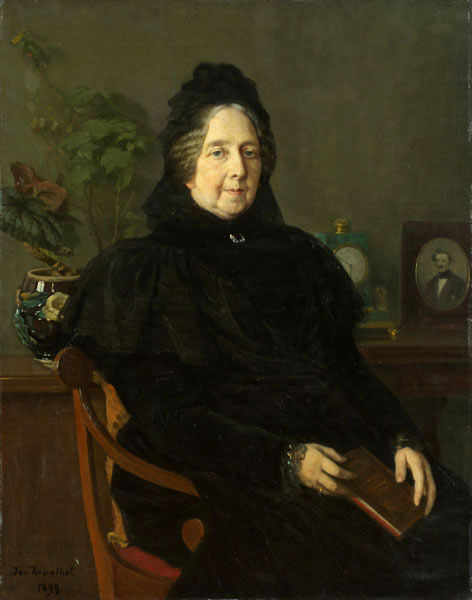
Bildnis Charlotte von Lieven (1899)
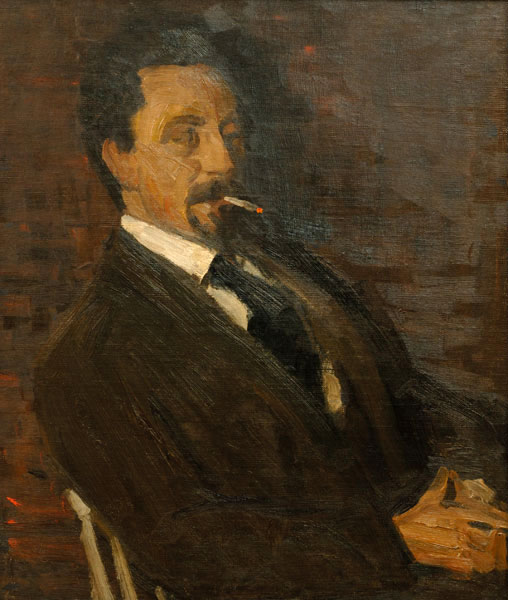
Mann mit russischer Zigarette (1901)
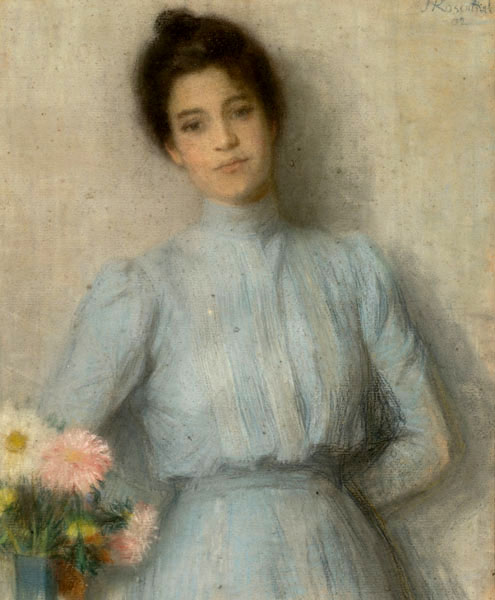
Bildnis Mērija Grosvalds (1902)
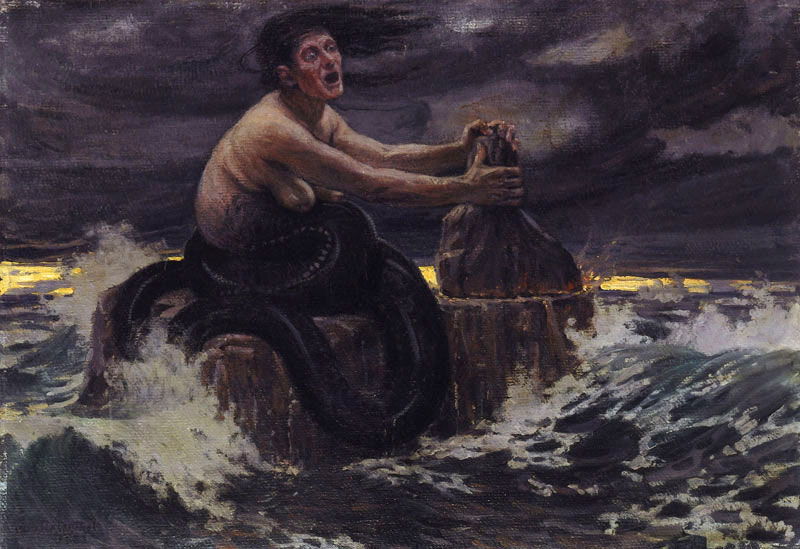
Die schwarze Schlange (1903)
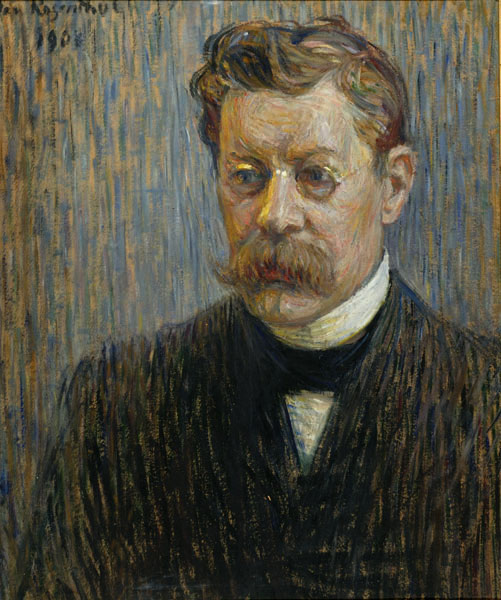
Bildnis des Schriftstellers Rūdolfs Blaumanis (1908)
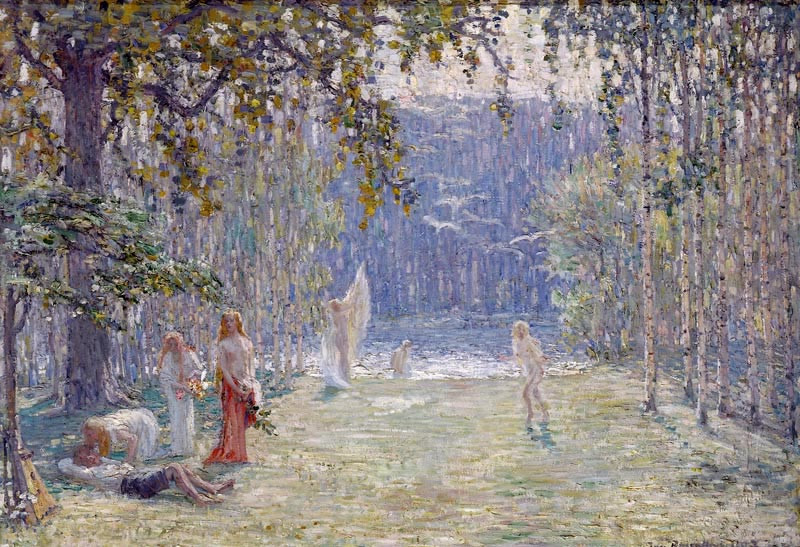
Töchter der Sonne (1912)
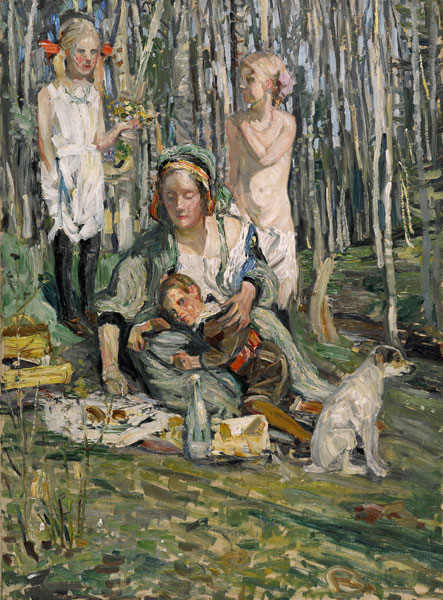
Picknick (1913)
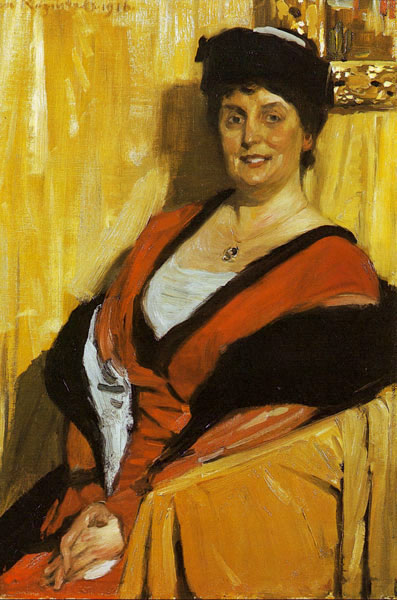
Porträt of M.Vīgnere-Grīnberga (1916)

## Museum
Im ehemaligen Atelier von Jānis Rozentāls in der Alberta ielā 12 wurde das Rozentāls-Blaumanis-Museum (lettisch: Jaņa Rozentāla un Rūdolfa Blaumaņa muzejs) eingerichtet.